# Stefan Andersson (ishockeyspelare)
Stefan Andersson, född 3 december 1982 i Sollefteå, är en svensk ishockeyspelare.
Andersson inledde sin seniorkarriär i moderklubben Sollefteå HK:s A-lag i Division 1 säsongen 2001/2002. Under efterföljande säsong plockades han upp av Tegs SK, med vilka han avancerade till Hockeyallsvenskan och på de sju kvalseriematcherna gjorde Andersson fyra poäng.
Efter ytterligare två säsonger med Teg i Allsvenskan skrev Andersson inför säsongen 2005/2006 på för division 1-laget AIK Härnösand. Han blev den back i serien som gjorde flest assist med sina 26 målgivande passningar och säsongen därpå gjorde han flest mål av backarna med sina 18 fullträffar. Inför säsongen 2007/2008 skrev Andersson på för Allsvenska Sundsvall Hockey och blev snabbt lagets mest poängstarka försvarare med 25 poäng på 45 matcher. Kontraktet med Sundsvall förlängdes sedan med ett år inklusive en option på ytterligare ett år, vilken även kom att användas.
Den norska klubben Frisk Asker i GET-ligaen värvade Andersson inför säsongen 2010/2011. Där gjorde han 43 poäng på 41 matcher och vann poängligan bland backar i ligan tillsammans med Mat Robinson, dock med fyra färre matcher spelade än kanadensaren. Inför säsongen 2011/2012 kom Andersson sedan att återvända till Sverige och Allsvenskan då han skrev på ett tvåårskontrakt med Västerås Hockey.
Efter en säsong valde dock Andersson att utnyttja en klausul i kontraktet och lämnade därmed Västeråsklubben i förtid. Den 23 maj meddelade sedan IF Björklöven att man skrivit ett kontrakt med Andersson.